# Flamenco-Jazz (álbum de Pedro Iturralde Quintet)
El álbum Flamenco-Jazz de Pedro Iturralde Quintet fue grabado en 1967 en Berlín, Alemania, pero no se publicó en España, por problemas legales, hasta 1974. Pedro Iturralde reestructura y rearmoniza algunos temas andaluces, sobre todo los recogidos por García Lorca; contiene dos largas piezas de casi 15 minutos, Veleta de tu viento (variaciones sobre soleares) y El Vito, además de dos adaptaciones más cortas de canciones de Falla, tomadas de El amor brujo; en estas adaptaciones, Paco de Lucía intercala toques puros. Iturralde arregló las selecciones para acoplarlas a la guitarra flamenca no únicamente para servir de soporte expositivo de los temas y de las falsetas al modo de los jazz breaks, sino también para servir a la improvisación".

## Pistas
| Pista | Título                       | Autor                       | Interpretaciones | Tiempo  |
| ----- | ---------------------------- | --------------------------- | ---------------- | ------- |
| 1. A1 | Veleta de tu viento          | Pedro Iturralde             |                  | (14:23) |
| 2. A2 | Canción de las penas de amor | Manuel de Falla             |                  | (7:36)  |
| 3. B1 | El vito                      | Popular; arr.: P. Iturralde |                  | (14:48) |
| 4. B2 | Canción del fuego fatuo      | Manuel de Falla             |                  | (5:34)  |

## Músicos
- Pedro Iturralde: saxofón tenor y soprano.
- Erich Peter: bajo.
- Peer Wyboris: batería.
- Paco de Lucía: guitarra.
- Paul Grassl: piano.
- Tino Piana: trombón.

## Créditos
- Josef Werkmeister: fotografía.[3]
- Guenther Topel: ingeniero de sonido.
- Joachim E. Berendt: productor.
- N.º catálogo: SB 15 143